# Эвенск
Эве́нск — посёлок городского типа, административный центр Северо-Эвенского района и соответствующего ему городского округа Магаданской области России.
Статус посёлка городского типа — с июля 1962 года.

## География
Расположен на реке Большая Гарманда, между реками Большая Гарманда и Малая Гарманда, на берегу залива Шелихова, западнее бухты Пенжина и полуострова Тайгонос в Наяханской губе Охотского моря.

## История
18 апреля 1951 года Указом Президиума Верховного Совета РСФСР центром Северо-Эвенского городской округа становится село Эвенск, которому в июле 1962 года присваивается статус посёлка городского типа.
Возник в связи с наводнением в селе Наяхан, которое было центром района. После этого всех жителей перевезли в новообразованный посёлок Эвенск.
В советское время в посёлке были школа, несколько детских садов, ДЮСШ, районный дом культуры, рыбзавод, пекарня, завод по обработке металлов (Кубака).
После перестройки жители стали покидать посёлок. Заводы закрылись, школа и школа-интернат были объединены, остался только один детский сад.

## Население
| 1959  | 1970  | 1979  | 1989  | 2002  | 2009  |
| ----- | ----- | ----- | ----- | ----- | ----- |
| 1370  | ↗2456 | ↗3905 | ↗4862 | ↘2182 | ↘1478 |
| 2010  | 2011  | 2012  | 2013  | 2014  | 2015  |
| ↗1793 | ↘1775 | ↘1662 | ↘1606 | ↘1603 | ↘1571 |
| 2016  | 2017  | 2018  | 2019  | 2020  | 2021  |
| ↘1567 | ↘1471 | ↘1407 | ↘1404 | ↘1357 | ↘1300 |
| 2023  | 2024  |       |       |       |       |
| ↘1267 | ↘1243 |       |       |       |       |

## Экономика
В Эвенске действуют: школа, аэропорт, дом культуры, детский сад, районная и поселковая администрации, хлебопекарня, краеведческий музей, школа искусств, центр детского творчества, почта, спортивная школа, отделение «Сбербанка», магазины и др. Все трудоспособное население занято в данных предприятиях.
Несмотря на вечную мерзлоту и короткое лето, почти все проживающие в посёлке люди имеют свои земельные участки для подсобного хозяйства, на которых выращивают картофель и другие сельскохозяйственные культуры. В закрытом грунте выращиваются помидоры и огурцы.
Также население занято рыболовством, оленеводством, собирательством (ягод, грибов), охотой.
С 2021 года начата программа масштабной реновации территории посёлка, на которую планируется направить 1 млрд рублей.